# دانيال بينش
دانيال بينش (بالتشيكية: Daniel Beneš)‏ هو سياسي تشيكي، ولد في 19 مارس 1970 في هافروف في التشيك. حزبياً، نشط في الحزب الاجتماعي الديمقراطي (تشيكيا).